# Acanthemblemaria spinosa
Acanthemblemaria spinosa är en fiskart som beskrevs av Metzelaar, 1919. Acanthemblemaria spinosa ingår i släktet Acanthemblemaria och familjen Chaenopsidae. Inga underarter finns listade i Catalogue of Life.

## Bildgalleri

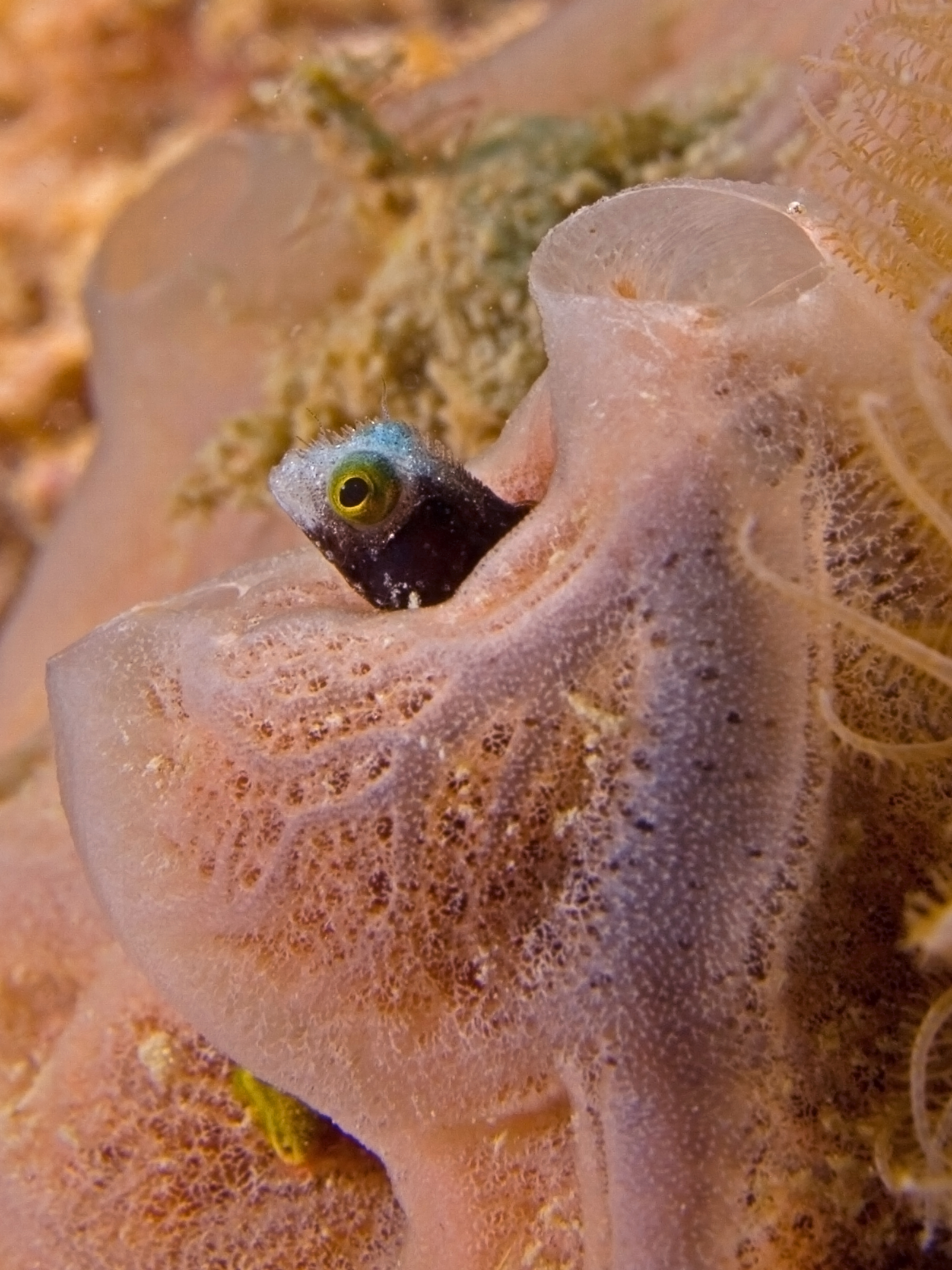